# بلین لیک
بلین لیک (به انگلیسی: Blaine Lake) یک منطقهٔ مسکونی در کانادا است که در ساسکاچوان واقع شده‌است. بلین لیک ۱٫۷۵ کیلومتر مربع مساحت و ۵۱۰ نفر جمعیت دارد و ۵۱۹ متر بالاتر از سطح دریا واقع شده‌است.